# Ateneo di Brescia
L'Ateneo di Brescia, accademia di scienze, lettere ed arti, è la più antica istituzione culturale della città di Brescia.

## Storia
L'Ateneo di Brescia nasce nel 1802 come evoluzione dell'Accademia di scienze, lettere, agricoltura ed arti del Dipartimento del Mella che, a sua volta, traeva origine dalla Società del Liceo (1797) voluta dalla Commissione di Istruzione Pubblica del Dipartimento del Mella. Un decreto napoleonico del 1810 determina che le istituzioni culturali che operano nelle varie città del regno siano unificate e prendano il titolo di ateneo. Dal 1811, anno in cui venne data esecuzione al citato decreto napoleonico, l'istituzione assunse il nome Ateneo di Brescia con l'aggiunta esemplificativa di Accademia di scienze, lettere ed arti, per sottolineare il legame col sodalizio già esistente.
L'accademia è stata nuovamente riconosciuta con un regio decreto nel 1906 e successivamente, con un decreto del presidente della Repubblica nel 1953. L'ente è divenuto successivamente un'organizzazione non lucrativa di utilità sociale con sede nel palazzo Tosio, laddove è ospitato da più di cent'anni. In precedenza l'accademia ebbe sede, in ordine temporale, nell'ex convento di San Domenico, spostandosi poi alla biblioteca Queriniana ed in seguito nei locali della pinacoteca Tosio Martinengo presso palazzo Martinengo da Barco.
L'ateneo è costituito da due categorie di soci: quelli effettivi, in numero massimo di novanta, e quelli corrispondenti, senza limite di numero, proposti e nominati fra quanti abbiano contribuito con studi o con azioni ad ampliare le conoscenze del territorio. Nel corso degli oltre due secoli di vita, l'Ateneo di Brescia ha associato più di milleseicento membri, i quali hanno contribuito alla crescita culturale e civile della città.

## Museo
Il Museo civico di scienze naturali sorse in seno all'Ateneo di Brescia come conseguenza delle varie donazioni che formarono il nucleo iniziale di quello che divenne in seguito il patrimonio del museo, aperto ufficialmente il 7 luglio 1902. Nel corso degli anni il museo seguì le sorti, e gli spostamenti, dell'Ateneo sino a quando fu donato al Comune di Brescia agli inizi degli anni 1950. Il museo proseguì, tuttavia, in una situazione precaria tra varie vicissitudini cui il Comune provvide soltanto verso la metà degli anni 1970 con la costruzione di un edificio dedicato. La nuova sede del museo fu, infine, inaugurata nel settembre 1983.

## Pubblicazioni
- Commentari dell'Ateneo[4][5] – pubblicazione annuale dell'ente, edita dal 1808[6], dedicata principalmente a: agricoltura, veterinaria e zootecnia; arti e mestieri d'artigianato, industria e commercio; belle arti e archeologia; giurisprudenza; letteratura e storia locale; medicina e chirurgia; scienze naturali, fisiche e matematiche.
- Supplementi ai Commentari dell'Ateneo[4][5] – pubblicazione aperiodica, edita dal 1933, dedicata a studi monografici, volumi commemorativi e agli atti di congressi e convegni.
- Monumenta Brixiae Historica Fontes[4][5] – serie edita dal 1970, riservata ai contributi fondamentali per la storia locale, fra i quali traduzioni o trascrizioni di documenti storici.

## Presidenti
- Lodovico Dusini (1801)
- Agostino Sangervasio (1802-1804)
- Federico Fenaroli (1804-1807)
- Giovan Battista Corniani (1807-1809)
- Giacomo Pederzoli (1809)
- Federico Fenaroli (1809-1814)
- Gaetano Maggi (1814-1818)
- Camillo Ugoni (1818-1824)
- Girolamo Monti (1824-1832)
- Giuseppe Saleri (1832-1846)
- Camillo Ugoni (1846-1848)
- Luigi Lechi (1848-1855)
- Amministrazione provvisoria (1855-1860)
- Luigi Lechi (1860-1862)
- Pietro Emilio Tiboni (1862-1864)
- Aleardo Aleardi (1864)
- Girolamo Monti (1864-1966)
- Paolo Baruchelli (1866-1869)
- Marino Ballini (1870)
- Lodovico Balardini (1870)
- Filippo Ugoni (1870)
- Paolo Emilio Tiboni (1870-1873)
- Filippo Ugoni (1874)
- Gabriele Rosa (1874-1878)
- Gian Antonio Folcieri (1878-1882)
- Gabriele Rosa (1882-1885)
- Francesco Cazzago Bettoni (1886-1888)
- Gabriele Rosa (1888-1891)
- Giuseppe Zanardelli (1891-1896)
- Teodoro Pertusati (1896-1898)
- Massimo Bonardi (1898-1903)
- Giuseppe Zanardelli (1903-1904) – presidente onorario
- Giuliano Fenaroli (1904-1908)
- Ugo Da Como (1908-1913)
- Baldassarre Castiglioni (1913-1916)
- Ugo Da Como (1916-1918)
- Presidenza vacante (1919-1920)
- Gaetano Fornasini (1920-1923)
- Ugo Da Como (1924-1926)
- Augusto Turati (1927-1931)
- Fausto Lechi (1931-1941)
- Carlo Bonardi (1941-1945)
- Marziale Ducos (1945-1947) – commissario prefettizio
- Marziale Ducos (1947-1952)
- Carlo Bonardi (1952-1957)
- Osvaldo Passerini Glazel (1957-1961)
- Matteo Maternini (1961-1968)
- Albino Donati (1968-1973)
- Ercoliano Bazoli (1973-1979)
- Mario Pedini (1979-1986)
- Gaetano Panazza (1986-1995)
- Cesare Trebeschi (1995-2001)
- Angelo Rampinelli Rota (2001-2007)
- Francesco Lechi (2007-2013)
- Sergio Onger (2013-2020)
- Antonio Porteri (dal 2020)